# Armin Burkhardt
Armin Burkhardt (* 14. November 1952 in Vlotho) ist ein deutscher Sprachwissenschaftler und ehemaliger Vorsitzender  der Gesellschaft für deutsche Sprache.

## Leben
Burkhardt studierte von 1973 bis 1980 Germanistik, Anglistik und Philosophie an der TU Braunschweig und schloss das Studium in allen drei Fächern mit dem Ersten Staatsexamen ab. Er promovierte 1986 bei Helmut Henne in Braunschweig zum Dr. phil. und habilitierte sich 1993 ebenda.
Von 1980 bis 1986 war er wissenschaftlicher Mitarbeiter am Institut für Sprach- und Literaturwissenschaft der TH Darmstadt, danach bis 1992 Hochschulassistent, von 1992 bis 1993 stellvertretender Leiter des Sprachenzentrums und von 1993 bis 1995 Hochschuldozent am Seminar für deutsche Sprache und Literatur der TU Braunschweig. Von 1995 bis 2019 hatte Burkhardt den Lehrstuhl für Germanistische Linguistik am Institut für Germanistik der Otto-von-Guericke-Universität Magdeburg inne. Von 1999 bis 2007 war er dort zusätzlich wissenschaftlicher Leiter des Sprachenzentrums. Nach einem Lehrauftrag ein Jahr zuvor nahm er im Wintersemester 1991/92 eine Lehrstuhlvertretung am Institut für deutsche Sprache der Humboldt-Universität zu Berlin wahr. Von 1994 bis 2011 war Burkhardt Vorsitzender der AG Sprache in der Politik e. V. Seit 1981 ist er Mitglied des Gesamtvorstands der Gesellschaft für deutsche Sprache und gehörte von 1999 bis 2015 dem Hauptvorstand an und war so auch Mitherausgeber der Zeitschrift Muttersprache. Von 2011 bis 2015 war er Vorsitzender der Gesellschaft für deutsche Sprache.
Burkhardt war von 1992 bis 1997 Mitherausgeber der Reihe Sprache, Politik, Öffentlichkeit beim Verlag Walter de Gruyter, von 2001 bis 2011 Mitherausgeber der Reihe Germanistische Linguistik beim Max Niemeyer Verlag und von 1999 bis 2002 Mitherausgeber der Handbücher zur Sprach- und Kommunikationswissenschaft (HSK) beim Verlag Walter de Gruyter. Er ist jetzt Herausgeber der Reihe Angewandte Sprachwissenschaft (seit 2011, zunächst mit Rudolf Hoberg) und Mitherausgeber der Reihen Deutsche Sprache international (mit Claudio Di Meola und Jin Zhao) und Sport, Sprache Medien (mit Roman Beljutin, Joachim Born und Manfred Glauninger) beim Peter Lang Verlag. Von 2002 bis 2003 war er außerdem Mitherausgeber der Zeitschrift für germanistische Linguistik. Seit 2010 ist er Mitglied im Redaktionsrat der Brünner Hefte zu Deutsch als Fremdsprache.
Burkhardt hielt zahlreiche Vorträge und Vorlesungen im In- und Ausland und nahm u. a. in Pisa, Cagliari und Málaga Gastdozenturen wahr. Seit 2004 ist er regelmäßiger Gastprofessor an verschiedenen Universitäten in Beijing, Ningbo und Shanghai.
Seit dem 28. August 2019 ist Burkhardt ehrenamtlicher Vorsitzender Vorstand der Deutsch-chinesischen Gesellschaft Sachsen-Anhalt e. V.

## Forschungsschwerpunkte
Seine Forschungsschwerpunkte sind Semantik und Lexikographie, Sprachphilosophie und Semiotik, Gesprächsanalyse und Textlinguistik, Grammatik und Sprachgeschichte, Kontrastive Linguistik/Deutsch als Fremdsprache, Forensische Linguistik sowie Sprache in Politik und Sport. Burkhardt arbeitete an zwei Neuauflagen des Deutschen Wörterbuchs von Hermann Paul (1992 und 2002) mit. Besonders wichtig sind seine Arbeiten zu sprachphilosophischen Themen, v. a. zur Sprechakttheorie, und seine Studien zur Sprache des deutschen Parlamentarismus.

## Auszeichnungen
- 1987: Hugo-Moser-Förderpreis für Germanistische Sprachwissenschaft[3]
- 1999: Ehrendoktor von der Staatlichen Universität Saratow
- seit 2008: Honorarprofessor der Shanghai Jiao Tong Universität (China)
- seit 2013: Honorarprofessor der Ningbo Universität (China)

## Schriften (Auswahl)

### Monographien
- Wörterbuch der Fußballsprache. Von abblocken bis Zweitligist. Arete Verlag, Hildesheim 2022, ISBN 978-3-96423-089-8
- Soziale Akte, Sprechakte und Textillokutionen. A. Reinachs Rechtsphilosophie und die moderne Linguistik (= Reihe Germanistische Linguistik. Bd. 69). Niemeyer, Tübingen 1986, ISBN 3-484-31069-3 (Zugleich: Braunschweig, Technische Universität, Dissertation, 1985).
- Das Parlament und seine Sprache. Studien zu Theorie und Geschichte parlamentarischer Kommunikation (= Reihe Germanistische Linguistik. Bd. 241). Niemeyer, Tübingen 2003, ISBN 3-484-31241-6
- Zwischen Monolog und Dialog. Zur Theorie, Typologie und Geschichte des Zwischenrufs im deutschen Parlamentarismus (= Reihe Germanistische Linguistik. Bd. 250). Niemeyer, Tübingen 2004, ISBN 3-484-31250-5
- mit Wenliang Yang und Zhong Zhao: Deutsch-chinesisch/chinesisch-deutsches Wörterbuch für das Auslandsstudium. Verlag der Fremdsprachenhochschule, Beijing 2010, ISBN 978-7-5135-0061-6.

### Herausgeberschaften
- Speech Acts, Meaning and Intentions. Critical Approaches to the Philosophy of J.R. Searle. Berlin-New York: Walter de Gruyter 1990 (= Grundlagen der Kommunikation). ISBN 978-3-11-011300-6
- mit Kornelia Pape: Sprache des deutschen Parlamentarismus. Studien zu 150 Jahren parlamentarischer Kommunikation. Westdeutscher Verlag, Wiesbaden 2000, ISBN 3-531-13364-0.
- Was ist gutes Deutsch? Studien und Meinungen zum gepflegten Sprachgebrauch. Dudenverlag, Mannheim-Leipzig-Wien-Zürich 2007 (= Thema Deutsch 8). ISBN 3-411-04213-3
- mit Brigitte Nerlich (eds.): Tropical Truth(s). The Epistemology of Metaphor and other Tropes. Walter de Gruyter, Berlin-New York 2010. ISBN 978-3-11-023020-8.
- Handbuch Politische Rhetorik. Walter de Gruyter, Berlin-Boston 2019 (= Handbücher Rhetorik 10). ISBN 978-3-11-033130-1

### Aufsätze
- Wittgenstein und die Grenzen der Sagbarkeit. In: Grazer Philosophische Studien Vol. 38/1990, S. 65–98.
- Abtönungspartikeln im Deutschen: Bedeutung und Genese. In: Zeitschrift für germanistische Linguistik 22.1994, S. 129–151.
- Zwischen Poesie und Ökonomie. Die Metonymie als semantisches Prinzip. In: Zeitschrift für germanistische Linguistik 24.1996, S. 175–194.
- Politolinguistik. Versuch einer Ortsbestimmung. In: Josef Klein, Hajo Diekmannshenke (Hrsg.): Sprachstrategien und Dialogblockaden. Linguistische und politikwissenschaftliche Studien zur politischen Kommunikation (= Sprache, Politik, Öffentlichkeit. Bd. 7). Walter de Gruyter, Berlin u. a. 1996, ISBN 3-11-015077-8, S. 75–100.
- Deutsche Sprachgeschichte und politische Geschichte. In: Werner Besch, Anne Betten, Oskar Reichmann, Stefan Sonderegger (Hrsg.): Sprachgeschichte. Ein Handbuch zur Geschichte der deutschen Sprache und ihrer Erforschung. Teilband 1. 2., vollständig neu bearbeitete und erweiterte Auflage. Walter de Gruyter, Berlin u. a. 1998, ISBN 3-11-011257-4, S. 98–122.
- Jacob Grimm als Politiker. In: Armin Burkhardt, Dieter Cherubim (Hrsg.): Sprache im Leben der Zeit. Beiträge zur Theorie, Analyse und Kritik der deutschen Sprache in Vergangenheit und Gegenwart. Helmut Henne zum 65. Geburtstag. Max Niemeyer Verlag, Tübingen 2001, S. 449–476.
- Abseits, Kipper, Tiqui-Taca. Zur Geschichte der Fußballsprache in Deutschland. In: Der Deutschunterricht 3/2010, S. 2–16.
- Nomen est omen? Der Eigenname und seine Bedeutung(en) aus philosophischer und linguistischer Sicht. In: Muttersprache. Vierteljahrsschrift für deutsche Sprache 122.2012, S. 215–232.
- Debattieren im Schaufenster. Zu Gebrauch und Pervertierung einiger parlamentarischer Sprachformen im Deutschen Bundestag. In: Andreas Schulz, Andreas Wirsching (Hrsg.): Parlamentarische Kulturen in Europa. Das Parlament als Kommunikationsraum. Droste Verlag, Düsseldorf 2012, S. 301–331.
- ,Das tritt nach meiner Kenntnis ... ist das sofort, unverzüglich. Wie missverständliche Formulierungen die Berliner Mauer zum Einsturz brachten. In: Muttersprache. Vierteljahrsschrift für deutsche Sprache 125.2015, S. 89–104.
- German Parliamentary Discourse since 1848 from a Linguistic Point of View. In: Pasi Ihalainen, Cornelia Illie, Kari Palonen (eds.): Parliament and Parliamentarism. A Comparative History of a European Concept. Berkhahn Books, New York-Oxford 2016, S. 176–191.
- The so-called arbitrariness of linguistic signs and Saussure’s ‘realism’. In: Christina Behme, Martin Neef (eds.): Essays on Linguistic Realism. Benjamins Publishing Company, Amsterdam/Philadelphia: 2018 (= Studies in Language Companion Series 196), S. 271–296.
- Wort und Wahrheit. Eine philosophisch-linguistische Ermahnung. In: Aptum. Zeitschrift für Sprachkritik und Sprachkultur 16.2020, 1–31.
- El otro Wittgenstein o la «embestida contra los limites del lenguaje». In: Claridades. Revista de filosofía 14/2.2022, 101–140.